# 울루구루갈라고
울루구루갈라고(Paragalago orinus)는 갈라고과에 속하는 영장류의 하나이다. 울루구루부시베이비라고도 부른다. 모든 갈라고류와 마찬가지로, 울루구루갈라고도 곡비원류 영장류에 속한다. 울루구루갈라고는 케냐와 탄자니아의 동부 아크 산맥 해발 1,200~2,000m에 서식하는 고유종이다. 울루구루갈라고는 고유한 울음소리를 내는데, 이는 다른 부시베이비 종과 구별되는 특징이다.

## 분류학
이전에는 데미도프왕자갈라고의 아종으로 분류되었던 울루구루부시베이비는 독특한 울음소리를 근거로 1995년 별도의 종으로 인정되었다. 울루구루부시베이비는 유사한 울음소리와 겹치는 서식지 그리고 외형적 유사성 때문에 우킹가갈라고(아직 공식적으로 기재되지 않음)와 무게세난쟁이갈라고(P. o. mughese)와 밀접하게 분류되어 왔다.

## 특징
울루구루부시베이비는 몸무게가 74~98g이며, 머리부터 몸통까지 몸길이는 125~138mm이다. 꼬리는 비교적 짧아 169~199mm이고 짧은 털을 가지고 있으며, 털의 기부는 붉은색이고 끝부분은 더 어둡다. 털은 짙은 붉은색이며, 얼굴에는 황백색 띠와 눈 주위에 짙은 갈색 테가 있다. 주둥이는 데미도프 왕자 부시베이비처럼 '올라간' 것처럼 보인다. 뒷발은 매우 짧아 수컷의 경우 약 60mm이다.

### 울음소리
대부분의 부시베이비 종과 마찬가지로, 울루구루부시베이비는 다른 종과 구별되는 고유한 울음소리를 가지고 있다. 울음소리는 주로 해질녘에 들리지만, 경고 울음소리는 밤새도록 들렸다.
| 울음소리 이름                          | 설명 |
| -------------------------------------- | --- |
| "이중 울음소리"                        | 두 개의 부드러운 단위로 구성되어 있다. 첫 번째 단위는 두 번째 단위보다 높은 음조로 발음되며, 일정한 템포로 최대 여섯 번까지 연속해서 발음하여 하나의 프레이즈를 형성한다. 이는 허니스(1996년)가 "반복적인 호출"이라고 묘사한 호출일 가능성이 높지만, 울루구루갈라고가 내는 울음소리는 음높이의 변화로 인해 다르다. 이는 접촉/광고/영역 호출인 것으로 보인다. 반대 호출은 자주 들리며, 때로는 세 마리 동물 사이에서 (특히 새벽과 해질녘에) 들린다. |
| "삑삑거리는 소리와 내려오는 비명 소리" | "깽깽"(매우 짧고 높은 음의 단위)으로 연결된 일련의 어구화된 "비명". "깽깽"은 3분 이상 지속되다가 5~10초 정도 지속되는 "비명"으로 바뀔 수 있다. 전체 울음소리는 5분에서 60분 이상 지속될 수 있다. 심각한 경보 상황(예: 잠재적인 포식자가 발견되었을 때)에서 사용된다. 밤 중 언제든지 울린다. |
| "휘파람 소리"                          | 1~2초 동안 지속되는 이상하고 낮은 "윙윙" 소리. 때로는 낮은 음으로 연달아 내거나, 불안의 정도에 따라 일련의 "깽깽" 및/또는 "비명" 소리의 시작으로 내린다. '윙윙' 소리만 내는 것은 가벼운 불안, 놀람 또는 호기심을 나타내며, 평소와 다른 무언가(예: 손전등 불빛)가 있을 때 발생할 수 있다. |
| "으르렁거리는 비명"                    | 공기를 빠르게 삼키면서 동시에 날카로운 소리를 내며 내는 조용하고 낮은 음조의 작은 울음소리. 이 울음소리는 보통 (이 울음소리를 내는 데 상당한 신체적 노력이 필요하기 때문에) 극도의 불안을 암시한다. |
| "깽깽"                                 | 매우 짧고 높은 음조의 울음소리. 보통 "삐걱거리는 소리"나 "윙윙거리는 소리"와 같은 다른 울음소리와 함께 연달아 울린다. 가벼운 경고음부터 극도의 경고음까지 다양한 상황에서 울린다. 경고음의 속도, 빈도, 진폭은 보통 경고의 정도에 따라 증가한다. |
| "높은 음조의 삐걱거림"                 | 매우 높은 음조의 울음소리로, 단독으로 또는 2~3개 단위로 연달아 내거나, "까악" 소리를 내며 끊어진다. 종종 높은 곳에서 울린다. 이 울음소리가 어떤 행동적 맥락에서 나는지는 불분명하다. |

## 보존
울루구루부시베이비는 IUCN에 의해 취약종으로 분류되어 있으며, 개체 수는 널리 분포하지만 분산되어 있으며, 종종 낮은 밀도로 발견된다. 전반적인 출현 범위는 감소하는 것으로 보인다. 주요 위협은 삼림 벌채이며, 주로 벌목과 농경지 전환을 위한 삼림 벌채다. 울루구루갈라고는 우중와 산맥 국립공원과 타이타 힐스 삼림 보호구역과 같이 삼림 벌채 방지를 위해 지정된 여러 보호구역에 서식한다.
울루구루갈라고는 CITES 부록 II에 등재되어 있다.

### 타이타 힐스에 서식하는 울루구루부시베이비
타이타 힐스는 멸종 위기에 처한 종의 밀도가 매우 높아 케냐의 주요 관심 지역이 되었다. 하지만 인간의 영향으로 토착림은 현재 매우 파편화되어 남아 있는 숲의 면적은 매우 작다.
그러나 타이타 힐스에는 풍부한 생물 다양성이 존재함에도 불구하고, 부시베이비에 대한 조사는 전혀 이루어지지 않았다. 따라서 오랫동안 이 산맥 내에 울루구루부시베이비가 실제로 존재한다는 사실은 알려지지 않았다. 그러나 시간이 흐르면서 더 많은 부시베이비 종이 발견되어 독자적인 분류군을 형성했다(주로 이들의 발성, 생식 해부학 및 유전학에 대한 광범위한 연구 덕분이다). 또한 울루구루부시베이비의 존재가 탄자니아 일부 지역에서 이미 알려져 있었다(특히 타이타 힐스와 사갈라산, 카시가우산이 북동쪽 끝을 이루는 동부 아크 산맥의 다른 지역에서는 다른 두 종의 부시베이비(론도갈라고와 파라갈라고 우중웬시스)와 함께 존재가 확인되었다). 이러한 관찰 결과는 타이타 난쟁이갈라고라는 이름의 울루구루부시베이비의 새로운 아종일 가능성이 있지만, 아직 공식적으로 확인되지 않았다.